# Принц Лестат и Королевства Атлантиды
«Принц Лестат и Королевство Атлантиды» (англ. Prince Lestat and the Realms of Atlatis) — это двенадцатая книга из серии «Вампирские хроники» писательницы Энн Райс, изданная 29-го Ноября, 2016 году. В этом романе продолжает развиваться история принца вампиров Лестат де Лионкура, который выступает как рассказчик и исследователь загадок своего мира, княжества вампиров и древних легенд, связанных с Атлантидой.
Лестат, новый принц вампиров, основавший свой гламурный и красивый Двор в Шато де Лионкур в горах Франции — надеется мирно править нежитью, когда появляется новый и таинственный враг. Появляются странные существа, предлагающие неожиданное измерение истории Амеля, духа, оживляющего все племя вампиров. И Лестат должен противостоять вполне реальной возможности немедленного и полного исчезновения вампиров. Лестат, будучи непрестанным искателем приключений, оказывается не только вовлечённым в тайны этой утопической цивилизации, но и в конфликты между вампирами и древними существами, которые охраняли её тайны.
Книга выделяется глубоким философским исследованием тем, связанным с жизнью, смертью, искуплением и поиском идентичности.
Роман сочетает элементы готики, фэнтези и драмы, и привлекает внимание читателей своим живописным языком и богатой символикой. Эта книга не только расширяет мифологию вампиров, но и задаёт глубокие вопросы о человеческой природе и стремлении к бессмертию.

## Сюжет
Роман начинается с того, что Лестат де Лионкур, теперь принц вампиров, изо всех сил пытается справиться со своими новыми обязанностями и проблемами правления миром вампиров, также он воссоединяется со своим давным любовником Луи де Пон дю Лаком. Но внутри Лестата обитает Амель (англ. Amel), могущественный дух, создавший род вампиров, чье присутствие дает Лестату огромную силу, но также вызывает внутреннее смятение и нестабильность. Лестат начинает испытывать странные видения и воспоминания о затерянной цивилизации — Атлантиде — и понимает, что они связаны с прошлым Амеля.
Когда Лестат исследует эти видения, он узнает, что Амель когда-то был смертным человеком, который жил в Атлантиде, технологически развитой цивилизации, существовавшей тысячи лет назад. Атланты создали биоинженерных существ, называемых реплимоидами — могущественных, разумных гуманоидов, разработанных так, чтобы быть сильнее и жить дольше обычных людей. Амель, изначально человек, был преобразован в существо чистого духа с помощью технологий Атлантиды, но в конечном итоге это привело к падению Атлантиды. Со временем дух Амеля встретил Акашу, первого вампира, и сплелся с её кровью, создав таким образом вампирскую родословную.
Вскоре Реплимоиды прибывают в настоящее время, ища Амеля, которого они считают и богом, и потерянным лидером своего народа. Под предводительством Реплимоида по имени Дерек они противостоят Лестату, требуя, чтобы он отдал Амеля, чтобы они могли использовать его для возрождения своей цивилизации. Эта просьба вызывает кризис, поскольку вампиры понимают, что отказ от Амеля может означать конец их расы. Лестат сталкивается с мучительным выбором: он может сохранить Амеля в себе, защищая вампиров, но разозлив Реплимоидов, или он может отдать Амеля им, что может иметь ужасные последствия для вампирского рода.
Как будто эта ситуация была недостаточно сложной, Рошамандес (англ. Rhoshamandes), древний вампир, выступающий против правления Лестата, видит в кризисе реплимоидов шанс бросить вызов его лидерству. Рошамандес объединяет других вампиров против Лестата, надеясь дестабилизировать его правление и взять под контроль самого Амеля. Однако ближайшие союзники Лестата, включая Мариуса, Габриэль, Армана и Джесси (англ. Jessica «Jesse» Reeves), стоят на его стороне, помогая ему отбиваться от Рошамандеса и сохранять свою власть.
Тем временем давний спутник Лестата, Луи, глубоко вовлекается в поиск ответов. Обеспокоенный благополучием Лестата, Луи копается в древних текстах, пытаясь найти способ отделить Амеля от Лестата, не причиняя вреда ему или расе вампиров. В конце концов, он обнаруживает, что можно безопасно удалить Амеля, дав Лестату потенциальный выход.
Реплимоиды, видя напряжение, вызванное присутствием Амеля, умудряются убедить его, что его судьба связана с ними, что он принадлежит к их народу и что его дальнейшее присутствие в Лестате только навредит миру вампиров. В кульминации истории Амель в конечном итоге решает добровольно покинуть Лестата. У них происходит последний эмоциональный разговор, в котором Амель благодарит Лестата за время, проведенное вместе, и признает его лидерство. Хотя Лестат убит горем, он принимает решение Амеля, позволяя ему мирно уйти.
После ухода Амеля Реплимоиды тоже уходят, их миссия завершена. Мир вампиров успокаивается, и Лестат, свободный от мощного влияния Амеля, остается править как Принц на своих собственных условиях. Хотя он размышляет о потерях и изменениях, он также чувствует обновленное чувство свободы и цели. Роман завершается тем, что Лестат принимает свою роль Принца, теперь более осознавая себя и свои обязанности, готовый вести расу вампиров в новую эру.